# Константин Щербан Басараб
Константин Щербан Басараб е господар на Влашко (1654 – 1658) и Молдова (1659, 1661).

## Живот
Той е незаконен син от наложница на Раду X Щербан. Става владетел на Влахия на 9 април 1654 г. след смъртта на Матей Басараб. На 11 юни 1654 г. османският султан Мехмед IV утвърждава Константин Щербан за господар на Влашко.
Първоначално новият влашки господар се ползва с подкрепата на сеймените. През февруари 1655 г., по искане на болярите, Щербан се опитва да намали броя на сеймените, след което последните се разбунтуват и към тях се присъединяват селяни и граждани под предводителството на ковчежника Хрисьо. Изправен пред явен бунт готов да го помете от власт, Константин Щербан се обръща за помощ към принцепс на Трансилвания Дьорд II Ракоци и господаря на Молдова Георги Стефан. Съюзниците с голяма армия влизат във Влахия. На 26 юни 1655 г., в битката при Теляжен, 20-хилядната бунтовническа армия е победена от трансилванско-молдовската армия. Хрисьо е заловен и хвърлен в тъмница, но въстанието продължава до 1657 г., когато Хрисьо успява да избяга от затвора в Трансилвания, където е заловен и убит.
На 11 юли 1655 г. Константин Щербан, сключвайки съюзен договор с трансилванския принцепс Дьорд II Ракоци, признава суверенитета на Трансилвания, с което разгневява османците. На 15 септември 1656 г. на власт в Османската империя идват Кьопрюлю. През януари 1658 г. османският султан отстранява Константин Щербан като влашки господар и определя за такъв Михня III (1658 – 1659), който се обявява за син на влашкия владетел Раду Михня, т.е. за лоялен османски васал.
Константин Щербан бяга от Влахия в Трансилвания, където намира убежище в двора на своя съюзник и принцепс Дьорд II Ракоци. През ноември 1659 г. Щербан прави неуспешен опит да се прогласи за молдовски господар, но е прогонен от татарите. През април – май 1660 г. безуспешно се опитва да си върне влашкото господарство, а в края на януари 1661 г. отново и молдовското, но е отново прогонен от татарите и бяга в Жечпосполита, където и умира в изгнание през 1682 г. или през 1685 г. по други данни.